# Орден Звезды Румынии
Орден Звезды Румынии (рум. Ordinul Steaua României) — высшая государственная награда Румынии.

## История
Орден Звезды Румынии фактически является первой наградой независимого румынского государства. В 1864 году князь Александру Куза, господарь Валашско-Молдавского княжества, учредил орден Звезды в шести степенях: Большой Крест, Крест I класса, Большой Офицерский Крест, Командорский Крест, Офицерский и Рыцарский Кресты. Правда при этом не был соблюден ряд необходимых формальностей.
10 мая 1877 года князь Кароль I Гогенцоллерн-Зигмаринген своим Высочайшим Декретом 1108/1877 исправил это положение и «вторично» учредил орден уже в пяти степенях (исчез Крест I класса).
12 февраля 1937 года степень Крест I класса была восстановлена.
26 июня 1943 года король Михай I учредил к ордену Дубовый Лист, вручавшийся военнослужащим, которые получили в боях три (и более) ранений.
В 1941—1944 годах орден Звезды Румынии неоднократно вручался немецким офицерам. Летом 1944 года орденом были награждены несколько кораблей румынского Военно-морского флота, отличившихся во время эвакуации немецко-румынской группировки из Крыма.
После отречения Михая I в 1947 году от престола орден был упразднён. Вместо него в 1948 году был создан одноимённый республиканский орден, просуществовавший до падения коммунистического режима в Румынии.
В 1998 году орден Звезды Румынии был возрождён как высшая награда страны.

## Статут
Согласно статуту существовали строгие критерии, по которым орденом Звезды Румынии могли награждаться военнослужащие и гражданские лица за службу интересам государства в мирное время и самоотверженное выполнение долга, и героизм во время войны. Все предложения по награждению направлялись в канцелярию ордена, которая определяла на каждый год возможное количество награждений орденом той или иной степени. Эти ограничения не касались вопросов награждения иностранцев, которые находились в компетенции короля.
Орден возглавлял магистр (король). Ему подчинялись канцлер, министр иностранных дел и почётный консул.
Все решения относительно изменений в статуте ордена, правилах ношения принимались канцелярией, где также хранился реестр и сертификаты всех награждённых.

## Знаки и степени ордена

### Степени
| Класс     | Название       | Оригинал Названия | Планка мирное время (1877-1932) | Планка мирное время (1932-1947) | Планка военное время (1938-1947) |
| I класс   | Большой крест  | Mare Cruce        |                                 |                                 |                                  |
| II класс  | Великий офицер | Mare Ofițer       |                                 |                                 |                                  |
| III класс | Командор       | Comandor          |                                 |                                 |                                  |
| IV класс  | Офицер         | Ofițer            |                                 |                                 |                                  |
| V класс   | Кавалер        | Cavaler           |                                 |                                 |                                  |

Во время первой и второй мировых войн офицеры румынских войск награждались орденом Звезды Румынии на ленте «За храбрость» как отличительный знак участия в боевых действиях с противником:
| Класс     | Название | Оригинал Названия | Планка «За воинскую храбрость» (I и II МВ) | Планка «За воинскую храбрость» с мечами |
| III класс | Командор | Comandor          |                                            |                                         |
| IV класс  | Офицер   | Ofițer            |                                            |                                         |
| V класс   | Кавалер  | Cavaler           |                                            |                                         |

С 1998 года:
| Класс     | Название       | Оригинал Названия | Планка гражданская | Планка военная |
| I класс   | Большой крест  | Mare Cruce        |                    |                |
| II класс  | Великий офицер | Mare Ofițer       |                    |                |
| III класс | Командор       | Comandor          |                    |                |
| IV класс  | Офицер         | Ofițer            |                    |                |
| V класс   | Кавалер        | Cavaler           |                    |                |

Классу орденской цепи орденская планка по статуту не полагается, вместо неё символом класса считается орденская розетка класса офицера наложенная на золотой диск с лучами, которая носится как на гражданском костюме на лацкане, либо на военном мундире на 20 мм выше орденских планок.

### Знак ордена
Знак ордена представляет собой византийский крест тёмно-голубой эмали с золотой (или из позолоченного серебра) окантовкой, расположенный на фоне солнечных лучей разной длины и сверху увенчанный короной. На аверсе центральный медальон обрамлён зелёным эмалевым венком из дубовых листьев. В центре на красной эмали изображён золотой орёл. На реверсе изображена монограмма Кароля I. Венчает знак королевская корона.
При награждении военнослужащего за боевые заслуги вручался знак с мечами (скрещенные мечи между лучами креста или между короной и верхним лучом креста).
В 1932 году дизайн ордена кардинально преобразился. Вместо солнечных лучей появились золотые орлы с распростёртыми крыльями в «римском» стиле. На медальоне с лицевой стороны орёл уступил своё место королевскому вензелю Кароля I.
Знаки Большого Креста и Большого Офицерского Креста носились с нагрудной восьмиконечной звездой. Знак Креста I класса носился с нагрудной четырёхконечной звездой.
В настоящее время в центральном медальоне изображён золотой щит государственного герба Румынии. Корона заменена на венок из дубовых и лавровых листьев, покрытых зелёной эмалью.

#### Большой Крест
Знак ордена носился на плечевой ленте.
К современному ордену степени Большого креста полагается орденская цепь, состоящая из шести звеньев, повторяющих знак ордена, и шести звеньев в виде государственного герба Румынии.

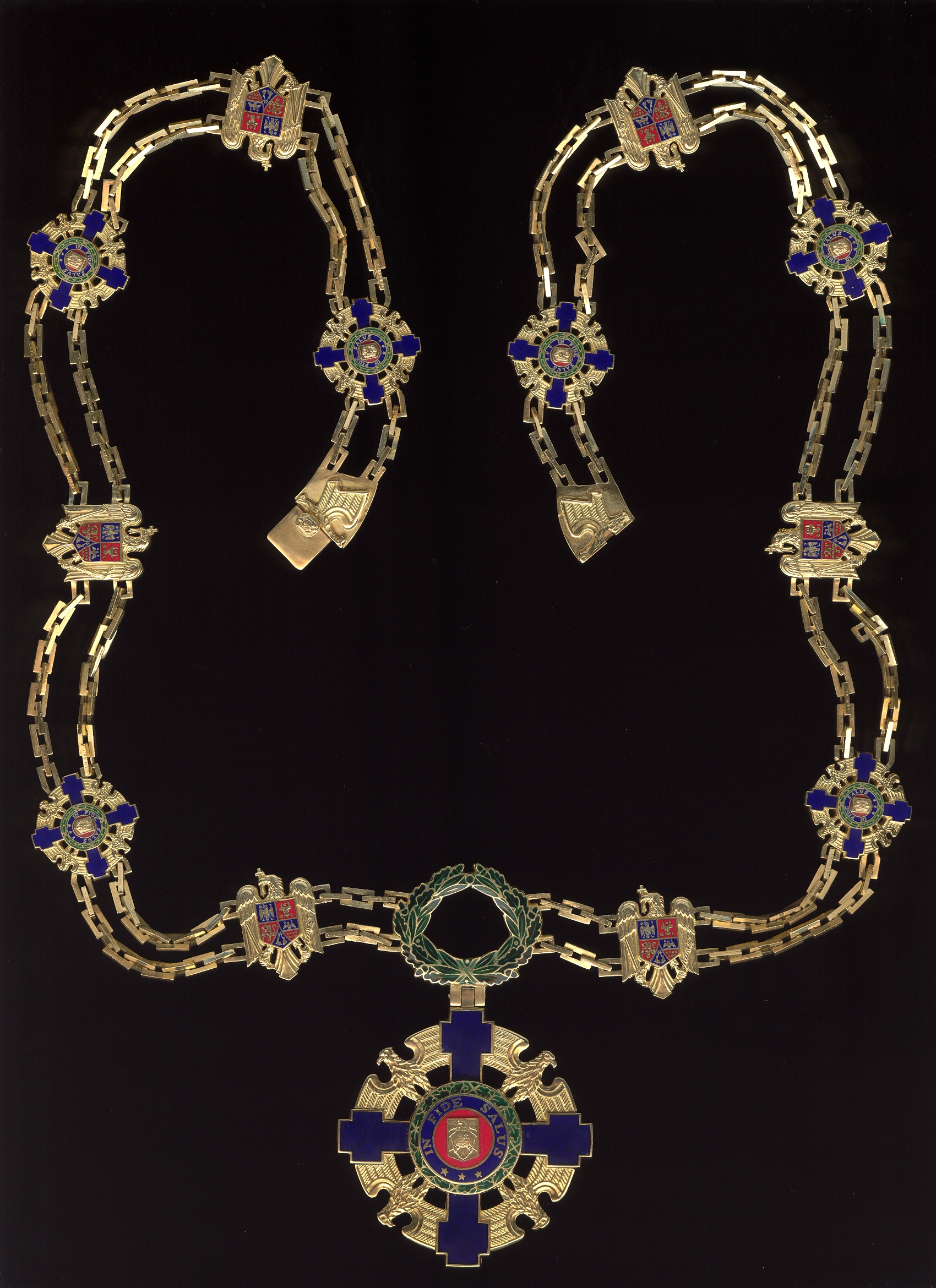
Знак ордена Большого креста на цепи (1998 год)
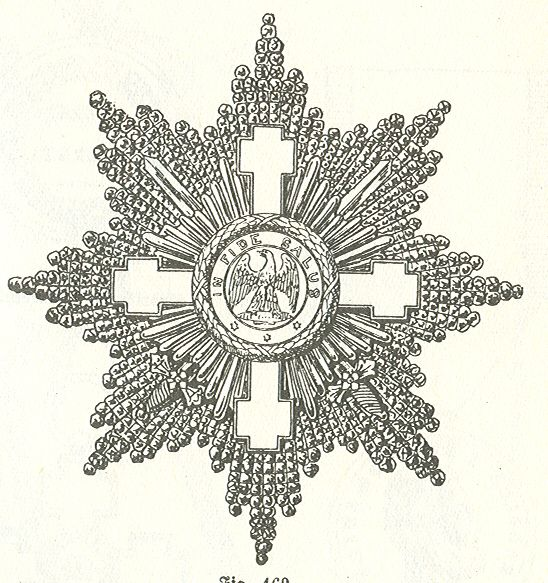
Звезда Большого креста образца до 1937 года

#### Крест I класса
Знак ордена носился на плечевой ленте.

#### Большой Офицерский Крест
Знак ордена носился на шейной ленте

#### Командорский Крест
Знак ордена носился на шейной ленте

#### Офицерский Крест
Знак ордена носился на грудной колодке с розеткой с правой стороны груди

#### Рыцарский Крест
Знак ордена носился на грудной колодке с правой стороны груди

#### Дубовый Лист
Эмблема, изготовленная из оксидированного металла размером 28х10 мм. Крепилась к ленте ордена.

### Лента ордена
Первоначально муаровая лента ордена была красного цвета с двумя голубыми полосками по краям.
С 1916 по 1937 год существовал вариант орденской ленты «За храбрость».
В 1932 году лента была изменена на красную с серебряными кантами по краям.
В 1938 году лента ордена претерпевает очередные изменения – она сохранила свой цвет и рисунок, но по краям добавились золотые вытканные канты (3 мм).

## Кавалеры ордена
См.: Категория:Кавалеры ордена Звезды Румынии